# Otto Mikkelsen
Otto Mikkelsen (født 2. november 1868 i Helsingør, død 27. juli 1942 i København) var en dansk skolelærer og komponist, som var ophavsmand til den meget populære fødselsdagssang I dag er det Oles fødselsdag. Sangen udkom første gang i 1913 i Enstemmige Sange ved H.C. Jarløv og Andr. Sandberg med titlen I Dag er det Peters Fødselsdag. Otto Mikkelsen er såvel komponist som forfatter til sangen.
Han var søn af kulgrosserer Hans Peter Mikkelsen i Helsingør og fik sin første musikundervisning på N.L. Højbjergs Realskole¨, hvor han senerehen i 1886 var sanglærer. Fra 1896 og de følgende knap 40 år virkede han som musik- og sanglærer på forskellige skoler i København, bl.a. Enghave Plads Skole. Som lærer var han vellidt, spillede violin i timerne og bar øgenavnet 'Røde Mikkel' på grund af sit røde hår.
Han virkede som dirigent for Musikforeningen Progres 1910-1923, hvor han fik uropført en række af sine egne værker. Aftensang for strygere blev i 1927 opført i Tivoli af Radioorkestret og Romance for violin og klaver fra 1937 blev ved flere koncerter spillet af Fini Henriques.
Han boede i en årrække på Valby Langgade 100 og flyttede i 1928 til Oehlenschlægersgade 7, hvor han boede til sin død. Han var ugift.

## Værker i udvalg
- Tre Sange (Viggo Stuckenberg/E. v. der Recke/ Henrik Pontoppidan) 1897
- Fødselsdags-Sangen og Pippip, Kvirrevit (i Enstemmige Sange) 1913
- Aftensang for strygeorkester
- Romance for violin og klaver (Edition Dania 1937)
- En lille Vals fra Drengeaarene (Carl Møllers Forlag)
- Du Sol (Sophus Michaëlis) 1921
- Elegi for strygeorkester, harpe, pauker og tam-tam
- Andante i Folkevisetone for strygeorkester
- – desuden sange for mandskor og blandet kor, danse og sange.